# Mohamed Sarr
Mohamed Adama 'Momo' Sarr (Dakar, 23 de Dezembro de 1983) é um futebolista senegalês, que joga habitualmente como zagueiro.

## Carreira
Sarr integrou o elenco da Seleção Senegalesa de Futebol no Campeonato Africano das Nações de 2008.

## Títulos
Standard Liège
- Campeonato Belga: 2007/08, 2008/09[2]
- Supercopa Belga: 2008